# قائمة حروب العراق
خاض العراق على مر تاريخه الموغل في القدم العديد من الحروب والمعارك، وتعد القوات المسلحة العراقية أحد أعرق وأشرف الجيوش العربية، حيث نشأت عام 1921 بعد إنشاء الدولة العراقية الحديثة، وقد لعب الجيش العراقي العديد من الأدوار الهامة في تاريخ العراق الحديث، كما ساهم بدور فعال في جميع الحروب المتعلقة بالصراع العربي الإسرائيلي في مواجهة إسرائيل منذ عام 1948 وحتى 1973، الأمر الذي جعله يمثل أحد الركائز الرئيسية للأمن القومي العربي.
تعرض الجيش العراقي لضربة قاسية بعد احتلال العراق عام 2003، حينما أعلن الحاكم المدني للعراق بول بريمر في 23 مايو/أيَّار 2003 حل القوات المسلحة العراقية ووزارة الدفاع وإلغاء عدد من أجهزة الأمن والتنظيمات الشعبية، وتسريح جميع عناصر الجيش العراقي والحرس الجمهوري، وإلغاء جميع الرتب العسكرية للنظام السابق، قبل أن يصدر بول بريمر قرارًا جديدًا في 8 أغسطس/آب 2003 بتشكيل جيش عراقي جديد، وهو ما مثل بداية إعادة تكوين الجيش وتنظيمه ليستعيد دوره من جديد.

## حروب العراق عبر تاريخ
| النزاع                                       | العراق وحلفائها | الخصوم | النتيجة | رأس الدولة        |
| -------------------------------------------- | --- | --- | --- | ----------------- |
| الحرب الأنجليزي عراقية (1941)                | العراق · ألمانيا النازية · إيطاليا | المملكة المتحدة · الهند البريطانية · أستراليا · نيوزيلندا · اليونان · الأردن | هزيمة - إعادة تثبيت العرش الهاشمي في العراق وتنصيب حكومة موالية لبريطانيا. | الشريف شرف        |
| ثورة بارزان الثانية (1943–1945)              | العراق | مسلحون أكراد | انتصار - القوات العراقية تقضي على الثورة. | الشريف شرف        |
| الحرب العربية الإسرائيلية الأولى (1948–1949) | مصر · العراق · الأردن · سوريا · لبنان · السعودية · جيش الجهاد المقدس · جيش الإنقاذ العربي | إسرائيل | هزيمة - توقّف الهجوم العربي، فشل التعبئة العسكرية والاستراتيجية العربية. - هدنة 1949؛ إسرائيل تستولي على الأراضي المخصصة لها بموحب قرار تقسيم فلسطين إضافة إلى استيلائها على 50% من الأرض المخصصة للدولة العربية الفلسطينية. - ضم الضفة الغربية من قبل الأردن وإدارة قطاع غزة من قبل مصر. | فيصل الثاني       |
| ثورة الشواف (1959)                           | العراق | منادون بالقومية العربية | انتصار - بقاء العراق خارج الجمهورية العربية المتحدة. | محمد نجيب الربيعي |
| الحرب العراقية الكردية الأولى (1961–1970)    | العراق · سوريا | الحزب الديمقراطي الكردستاني | جمود - اتفاق الحكم الذاتي العراقي–الكردي 1970. | محمد نجيب الربيعي |
| حرب 1967 (1967)                              | مصر · سوريا · الأردن · العراق · لبنان · السودان · الجزائر | إسرائيل | هزيمة - احتلت إسرائيل قطاع غزة وسيناء والضفة الغربية ومرتفعات الجولان. | عبد الرحمن عارف   |
| حرب أكتوبر (1973)                            | مصر · سوريا (2) · العراق · الأردن · الجزائر · كوبا · المغرب · تونس · السعودية · الكويت · ليبيا · السودان | إسرائيل | انتصار عربي، أدّى إلى هُدنة في ظل وجود أراض عربية محتلة، علما بأن كلا الطرفين ادعيا النصر - نجحت مصر في تدمير خط بارليف واستعادة أجزاء من شبه جزيرة سيناء. - استعادت سوريا مدينة القنيطرة ودمرت خط آلون. - توقّف الهجوم العربي على إسرائيل، بموجب وقف إطلاق النار برعاية الأمم المتحدة. - اتفاقية فك الاشتباك الأولى ثم اتفاقية فك الاشتباك الثانية على الجبهة المصرية. - مؤتمر جنيف (1973) واتفاق سيناء المؤقت. - اتفاقية فك الاشتباك بين سوريا وإسرائيل على الجبهة السورية. - استكمال تحرير سيناء بموجب معاهدة السلام المصرية الإسرائيلية. | أحمد حسن البكر    |
| الحرب الكردية العراقية الثانية (1974–1975)   | العراق | الحزب الديمقراطي الكردستاني | انتصار - استعادة السيطرة على إقليم كردستان. | أحمد حسن البكر    |
| حرب الخليج الأولى (1980–1988)                | العراق · حركة مجاهدي خلق · الحزب الديمقراطي الكردستاني الإيراني | إيران · الحزب الديمقراطي الكردستاني · الاتحاد الوطني الكردستاني | انتصار - انتهاء الحرب بموجب قبول الطرفين قرار مجلس الأمن رقم 598. | صدام حسين         |
| الغزو العراقي للكويت (1990)                  | العراق | الكويت | انتصار - احتلال الكويت. | صدام حسين         |
| حرب الخليج الثانية (1990–1991)               | العراق | الكويت · الولايات المتحدة · المملكة المتحدة · السعودية · فرنسا · كندا · مصر · سوريا · المغرب · سلطنة عمان · قطر | انسحاب القوات العراقية من الخفجي والكويت - الانسحاب العراقي من الكويت، بقاء الأمير الكويتي جابر الأحمد الصباح. - خسائر فادحة وتدمير البنية التحتية العراقية والكويتية. | صدام حسين         |
| الانتفاضة الشعبانية (1991)                   | الحكومة العراقية · مجاهدي خلق | سكان العراق العرب المسلمين الشيعة · الأكراد · الحزب الشيوعي العراقي · زَوعا · حزب البعث السوري | انتصار في الجبهة الجنوبية وهزيمة في الجبهة الشمالية - قمع التمرد الشيعي. - إقامة الإدارة الذاتية بإقليم كردستان العراق. | صدام حسين         |
| الحرب الأهلية في كردستان العراق (1995–1996)  | الحزب الديمقراطي الكردستاني · الحزب الديمقراطي الكردستاني الإيراني · إيران · (حتى 1995) · تركيا · | الاتحاد الوطني الكردستاني · حزب العمال الكردستاني · الحزب المحافظ الكردستاني · المؤتمر الوطني العراقي · إيران · (من 1995)                                                                                                | جمود - انسحاب عراقي من إقليم كردستان العراق. | صدام حسين         |
| عملية ثعلب الصحراء (1998)                    | العراق | الولايات المتحدة · المملكة المتحدة | هزيمة - تدمير واسع للبنية التحتية العراقية. | صدام حسين         |
| انتفاضة العراق 1999 (1999)                   | الحكومة العراقية | مقاتلين تابعين للصدر | انتصار - قمع انتفاضة الصدر. | صدام حسين         |
| حرب العراق (2003)                            | العراق | الولايات المتحدة · المملكة المتحدة · أستراليا · بولندا | انتصار - احتلال العراق وسقوط العاصمة العراقية بغداد. - إسقاط نظام الرئيس العراقي صدام حسين. - حل الجيش العراقي. - محاكمة صدام حسين وإعدامه. - تنامي العنف الطائفي والعمليات الإرهابية. - إقامة نظام عراقي جديد. | صدام حسين         |
| الحرب الأهلية العراقية (2014–2017)           | العراق · كردستان العراق · القوة متعددة الجنسيات-العراق · الولايات المتحدة · المملكة المتحدة · كوريا الجنوبية · ايطاليا · بولندا · أستراليا · جورجيا · أوكرانيا · هولندا · اسبانيا · رومانيا · بلغاريا · الدنمارك · تايلاند · هندوراس · السلفادور · جمهورية الدومينيكان · ألبانيا · نيكاراغوا | القيادة العليا للجهاد والتحرير · جيش رجال الطريقة النقشبندية · الجيش العراقي الحر القاعدة في العراق · تنظيم الدولة الإسلامية (داعش) · أنصار الإسلام · الجيش الإسلامي في العراق سرايا السلام · منظمة بدر · كتائب حزب الله | انتصار - تحرير الأراضي العراقية التي سقطت في قبضة داعش. - الحفاظ على وحدة العراق وسلامته الإقليمية. | فؤاد معصوم        |
| النزاع العراقي–الكردي 2017 (2017)            | الحكومة الاتحادية العراقية | · كردستان العراق | انتصار - استعادة السيطرة على مدينة كركوك المتنازع عليها مع إقليم كردستان العراق. | فؤاد معصوم        |
| التمرد العراقي (2017–الآن) (2017-)           | العراق | داعش | انتصار |                   |